# Езер Вайцман
Езер Вайцман (Eser Weizmann; хебр.: ‏עזר ויצמן‎; * 15 юни 1924 в Тел Авив; † 24 април 2005 в Цезареа) е седмият израелски президент (1993-2000). Преди него президент е Хаим Херцог (1983-1993), а след него - Моше Кацав (2000-2007).
Племенник е на Хаим Вайцман - първия президент на Израел. Той e успешен военен пилот, обучен в британската армия, в която влиза през 1942 г.
Между 1944 и 1946 Езер Вайцман е член на еврейската ъндърграунд организация Иргун, която действа в Британския мандат в Палестина. Между 1944 и 1947 изучава аеронавтика в Англия.